# سگ گله شتلند
سگ گله شتلند (به انگلیسی: Shetland Sheepdog)، نام یکی از نژادهای سگ است که خاستگاه آن به اسکاتلند بازمی‌گردد. وزن جنس نر سگ گله شتلند ۵٫۰–۱۰٫۹ کیلوگرم (۱۱–۲۴ پوند) است و وزن جنس مادهٔ آن ۵٫۰–۱۰٫۹ کیلوگرم (۱۱–۲۴ پوند). قد جنس نر سگ گله شتلند ۳۳–۴۱ سانتیمتر (۱۳–۱۶ اینچ) است و قد جنس مادهٔ آن ۳۳–۴۱ سانتیمتر (۱۳–۱۶ اینچ). سگ گله شتلند در هر بار زایمان ۴ تا ۶ توله می‌زاید.